# Liernolles
Liernolles település Franciaországban, Allier megyében. Lakosainak száma 199 fő (2022. január 1.). Liernolles Le Donjon, Monétay-sur-Loire, Montcombroux-les-Mines, Saint-Didier-en-Donjon, Saint-Léon és Saligny-sur-Roudon községekkel határos.

## Népesség
A település népességének változása:
| Lakosok száma | 507  | 367  | 309  | 258  | 211  | 208  | 213  | 211  | 210  | 199  |
|               | 1968 | 1982 | 1990 | 2006 | 2013 | 2015 | 2017 | 2019 | 2020 | 2022 |